# Herrenhaus Reichwalde
Das Herrenhaus Reichenwalde ist ein ruinöses Herrenhaus in Radzików in der polnischen Neumark im ehemaligen Landkreis Weststernberg.

## Geschichte
Als Lehensnehmer zwischen dem 15. Jahrhundert und den 1780er werden die von Grüneberg, von Lossow und von Löben genannt. Im Jahr 1782 erwarb Landrat Hans Friedrich von Winning das Gut und verkaufte es 1801 weiter an die von Zastrow. Ab 1842 waren die von Haslingen Besitzer, die über weiten Grundbesitz im Havelland, in der Prignitz und im Ruppiner Land verfügten.

## Bauwerk
Über den Ursprungsbau des heutigen Gebäudes liegen keine gesicherten Erkenntnisse vor. Die barockisierenden Formen des Baus stammen aus dem 19. Jahrhundert. Der auf rechteckigem Grundriss erbaute elfachsige Gebäude mit Krüppelwalmdach hat ein Sockel- und ein Hauptgeschoss. Sowohl auf Frontseite wie auch auf der Gartenseite wird der Bau durch einen Mittelrisalit mit Volutengiebel betont. Ende des 19. Jahrhunderts wurden ein zweigeschossiges Treppenhaus und zweigeschossiger Anbau mit Mansardwalmdach zugefügt.